# Yahoo! 360°
Yahoo! 360° là một dịch vụ mạng xã hội của Yahoo! tương tự như Myspace, Blogger, Cyworld hay Xanga. Yahoo! 360° cung cấp cho người sử dụng những tính năng về mạng xã hội, blog và chia sẻ hình ảnh. Yahoo 360° được ra đời vào ngày 29 tháng 3 năm 2005 và chấm dứt hoạt động từ ngày 13 tháng 7 năm 2009 . Người dùng có thể chuyển nội dung và tư liệu của mình từ đây qua các mạng dịch vụ khác của Yahoo! như Yahoo! Profiles hay Yahoo! 360plus, hay các mạng xã hội khác.
Người sử dụng chỉ cần một tài khoản cá nhân của Yahoo! (Yahoo! ID) là có thể lập được một trang web cá nhân và chia sẻ hình ảnh với Yahoo! Photo, tạo lập một blog với các bài viết (entry), giới thiệu sơ lược về bản thân (Profile Information), lập ra danh sách về sở thích cá nhân của mình. Ngoài ra, Yahoo! 360°Còn cung cấp các công cụ cho phép người dùng có thể theo dõi các cập nhật của các blog của bạn bè, theo dõi xem có ai đang trực tuyến hay không. Ngoài ra người dùng còn có thể gia nhập các "nhóm" (group) với những tính năng giống với forum nhưng đơn giản và thuận lợi hơn.

## Lịch sử của Yahoo! 360°
Yahoo! 360° được bắt đầu vào ngày 29 tháng 3 năm 2005, vào thời điểm này, chỉ những người được mời mới được sử dụng. Đến tháng 6 cùng năm, Yahoo! 360° đã mở cửa chính thức cho bất kỳ người dùng trên 18 nào ở các nước Mỹ, Anh, Pháp, Đức, Canada, Úc và Nhật. Sau đó là rất nhiều nước khác, trong đó có Việt Nam.
Vào ngày 13 tháng 7 năm 2009, Yahoo đã đóng cửa dịch vụ Yahoo! 360° , và thay thế nó bằng Yahoo! 360plus. Người sử dụng Yahoo! 360 sẽ được "chuyển nhà" sang Yahoo! 360 Plus trước 19/8/2009.
Mặc dù Yahoo tuyên bố sẽ đóng cửa dịch vụ này vào 13.7.2009 nhưng tại Việt Nam, dịch vụ này sẽ gia hạn thêm thời gian đến 19.8.2009 để các blogger có thêm thời gian chuyển nội dung và các bài viết sang dịch vụ khác. 

## Các tính năng của Yahoo! 360°

### Các tính năng độc lập
Tất cả các tính năng dưới đây (trừ Avatar, Friends, Theme) đều được cài đặt Public (tất cả mọi người), Friends (bạn bè trên Y!360, Friends of Friends (bạn của bạn trên Y! 360), Friends of categories (bạn trong nhóm được chọn) và Private (một mình).

#### Ảnh đại diện (avatar)
Cho phép người sử dụng có thể tạo ra ảnh đại diện cho mình, có thể tải tối đa bốn hình bất kỳ có định dạng JPEG hay dùng hình đại diện mà Yahoo! Avatar cung cấp. Dung lượng hình cho avatar lên đến 5MB.

#### Blog
Một tính năng cơ bản mà hầu hết các dịch vụ mạng xã hội đều có. Người sử dụng có thể tạo ra một bài viết bao gồm ký tự, hình ảnh, video và các biểu tượng vui sinh động, đẹp mắt, và flash. Người sử dụng còn có thể đánh dấu (tag) để gộp các bài viết nói về cùng nội dung và có các bình chọn giống như các tờ báo điện tử. Mỗi bài post dừng lại ở 65000 bytes. Tại Blogroll, người chủ có thể thêm các URL và miêu tả lại chúng. Sau mỗi bài post (entry), có thể thêm các Poll để người xem có thể Vote. Khung bên phải Yahoo! Blog
là các Highlight post cho phép đánh dấu những bài tự mình cảm thấy hay.

#### Blast
Với blast, người dùng có thể chia sẻ quan điểm, ý tưởng, ý kiến một cách nhanh chóng và ngắn gọn với mọi người mà không cần viết một bài viết về quan điểm ý tưởng đó và có thể dẫn link đến liên kết khác. Các cấp độ của blast là: Spoken (nói), Yell, Whisper, Thought, For Sale, Quote.

#### Feed
Chức năng này cho phép người dùng đọc tin từ các nguồn tin RSS mà không cần phải dùng đến các trình đọc tin RSS. Ngay cả blog cũng có thể được đọc thông qua chức năng này.

#### Friends
Một khái niệm của Yahoo! 360° theo đó, người sử dụng có thể thêm blog của người khác vào danh sách bạn bè của mình. Khi người đó đồng ý, thì ở danh sách của cả hai blog đó đều xuất hiện đường dẫn đến blog của nhau (hai chiều), trong khi các dịch vụ blog khác thường chỉ cho phép đặt đường dẫn đến blog đó (một chiều). Tuy nhiên số Friends ở đây chỉ dừng lại ở mức 300. Người chủ có thể tự lập các Group cho từng Friend của họ.

#### Testimonials
Chức năng này cho phép người dùng nhận xét, đánh giá bạn bè mình, cũng chỉ dùng 300 ký tự để viết. Test sẽ hiện ra tại trang See All xxx Friends của chủ blog. Test có thể thay thế.

#### Sổ lưu niệm (Bình luận nhanh)
Một chức năng giúp trò chuyện, nhắn tin, tán gẫu gián tiếp (guestbook). Đó thường là các bình luận về Theme, Blast, List, Avatar, Profile...

#### List
Nơi người dùng có thể chia sẻ sở thích, phim và sách ưa thích,...

#### Theme
Yahoo! 360° cung cấp sẵn một số theme (hình nền- background, màu chữ...). Ngoài ra Yahoo! 360°Còn cho phép người sử dụng tạo ra các theme cho riêng mình. Do đó, tạo sức thu hút trong thiết kế blog sao cho độc đáo và cá tính. Tuy nhiên, Max size của theme chỉ đạt 250KB, định dạng JPEG.

### Các tính năng liên kết
- Photos - Liên kết với dịch vụ Yahoo! Photos.
- Photostream - Liên kết với dịch vụ Yahoo! Flickr.
- Group - Liên kết với dịch vụ Yahoo! Groups.
- Reviews - Liên kết với Yahoo! Local, Yahoo! Shopping, Yahoo! Travel và Yahoo! Games, Yahoo! Music

### Liên kết với Yahoo! Messenger
Người dùng Yahoo! Messenger từ phiên bản 8 có thể xem được những cập nhật trên trang 360[sup]o[/sup] của bạn bè, cũng như nhận được thông báo nếu có một người dùng khác có ý kiến phản hồi trên trang web hay blog, muốn kết bạn hoặc gửi tin nhắn cá nhân đến họ.

## Yahoo! 360° với người dùng Việt Nam
Vào thời điểm Yahoo! 360° ra mắt, Yahoo! Messenger là công cụ nhắn tin tức thời (instant message) được sử dụng nhiều nhất ở Việt Nam, cho nên Yahoo! 360°Cũng nhanh chóng được sử dụng rộng rãi ở Việt Nam.
Người Việt Nam thường dùng Yahoo! 360° để viết nhật ký, chia sẻ, quảng cáo... 
Phong trào sử dụng Yahoo! 360° bùng nổ mạnh mẽ ở Việt Nam từ nửa đầu năm 2006. Sự bùng nổ này là một trong những sự kiện công nghệ thông tin và viễn thông đáng chú ý nhất của Việt Nam trong năm 2006 theo bầu chọn của một số tờ báo điện tử.

## Than phiền về Yahoo! 360°
Đến đầu năm 2008, sau khi Yahoo giới thiệu mạng xã hội Mash, dịch vụ Yahoo! 360° đã gần như bị Yahoo bỏ rơi với hàng loạt lỗi không được sửa. Một bloger từng nhận xét: "Bỏ ra cả mấy tiếng để viết, dán ảnh, tô màu, chỉnh font chữ cho từng đoạn... thế nhưng vừa bấm Post This Entry (đăng blog), mọi thứ bỗng không cánh mà bay. Hì hụi gõ lại thêm vài lần cũng thành công, nhưng bạn bè lại bảo có nhìn thấy bài viết mà không mở ra đọc được". Hơn nữa, quick comment (guestbook) bây giờ thường bị đẩy lùi lại với thời gian từ 1 tháng đến 2 tháng.